# Andorras administrativa indelning

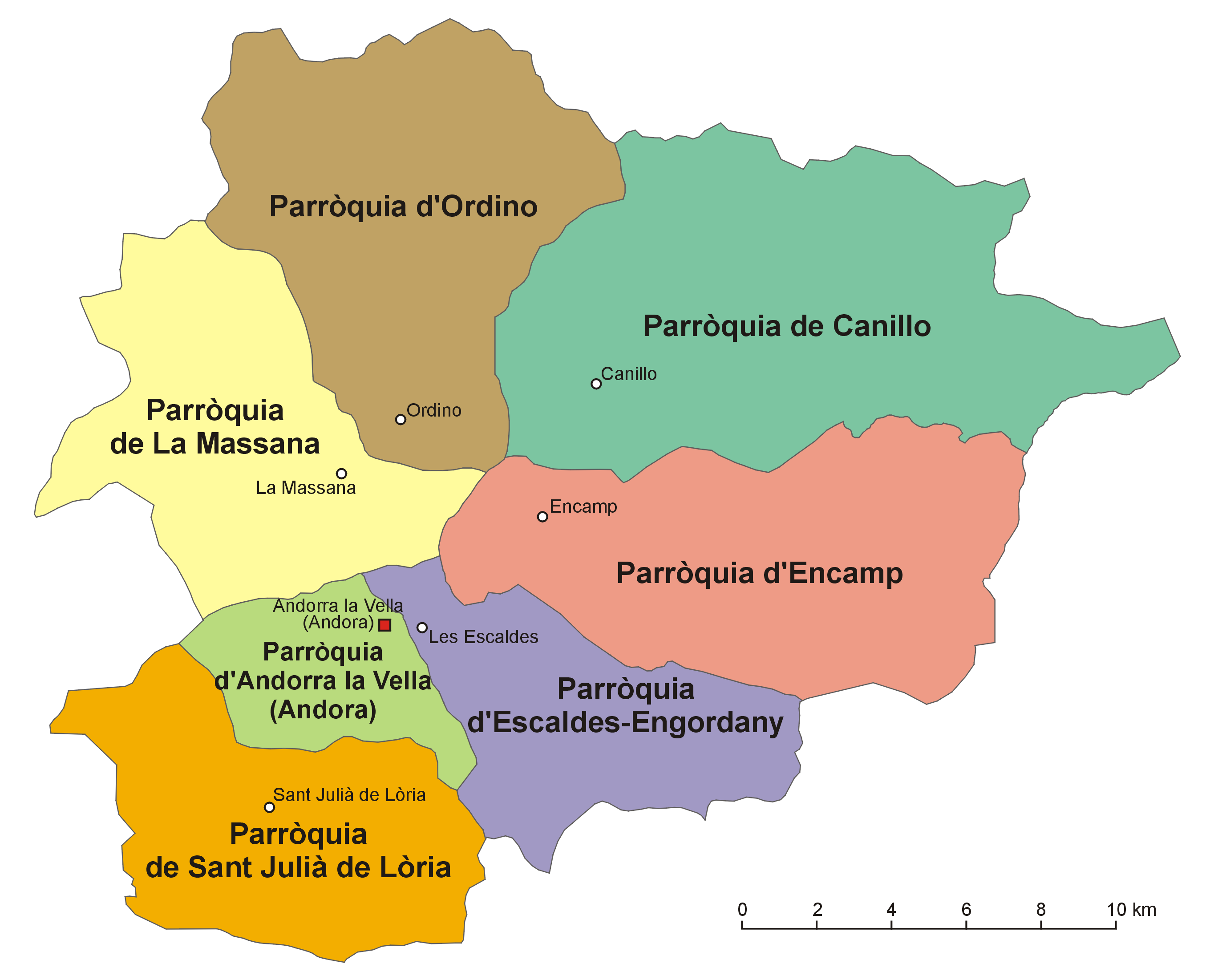
Andorras administrativa indelning

Andorra ( katalanska: Principat d’Andorra, franska: Principauté d'Andorre) är administrativt indelat i 7 områden.
Nationen är geografiskt underdelad i 7 kommuner (parròquies, singularis: parròquia), dessa underdelas i distrikt (byar / pobles, grannskap / veïnats och kvarter / quarts). Parròquia Escaldes-Engordany inrättades 1978 då området splittrades från Andorra la Vella.

## Parròquies / Kommuner

Karta över Andorras parròquies

| nr |  | område                                                  |  | yta (km²) | huvudort            | underdelningar |
| -- |  | ------------------------------------------------------- |  | --------- | ------------------- | -------------- |
| 1  |  | Canillo Parròquia de Canillo                            |  | 121       | Canillo             | 11 veïnats     |
| 2  |  | Encamp Parròquia d'Encamp                               |  | 74        | Encamp              | 5 pobles       |
| 3  |  | Ordino Parròquia d'Ordino                               |  | 89        | Ordino              | 5 quarts       |
| 4  |  | La Massana Parròquia de La Massana                      |  | 61        | La Massana          | 7 quarts       |
| 5  |  | Andorra la Vella Parròquia d'Andorra la Vella huvudstad |  | 27        | Andorra stad        | 3 pobles       |
| 6  |  | Sant Julià de Lòria Parròquia de Sant Julià de Lòria    |  | 61        | Sant Julià de Lòria | 6 quarts       |
| 7  |  | Escaldes-Engordany Parròquia d'Escaldes-Engordany       |  | 32        | Escaldes-Engordany  | 5 veïnats      |